# Mehmet Ali Ağca
Mehmet Ali Ağca (Hekimhan, 9 januari 1958) is een Turks militant die op 13 mei 1981 probeerde toenmalig paus Johannes Paulus II te vermoorden. Ağca omschreef zichzelf als een huurling zonder politieke oriëntatie. Niettemin is bekend dat hij lid is geweest van de ultranationalistische beweging de Grijze Wolven. Hij opende destijds als 23-jarige militant op het Sint-Pietersplein in Vaticaanstad het vuur op de paus die in de buikwand, hand en arm werd geraakt. De paus overleefde de aanslag en vroeg later in een gebed de menigte om vergiffenis voor Ağca: "bid voor mijn broeder (Ağca), die ik oprecht heb vergeven".

## Periode voor mei 1981
Op de leeftijd van negentien jaar had Ağca zich aangesloten bij de Grijze Wolven, een rechtse nationalistische beweging. In februari 1979 had hij de redacteur van een nieuwsblad, bekend om zijn prowesterse houding, in Istanboel vermoord. Na zijn arrestatie was Ağca met behulp van diezelfde Grijze Wolven uit gevangenschap ontsnapt. Na zijn ontsnapping werd hij weggesmokkeld naar Iran, waar hij maanden in trainingskampen doorbracht en grondig werd geïndoctrineerd. Hierna vloog hij in januari 1981 naar Tripoli, Libië waar hij een ontmoeting had met iemand die terroristen trainde in hoe opsporing door westerse geheime diensten te voorkomen. In februari vloog Ağca door naar Sofia, Bulgarije waar hij werd opgevangen door figuren die zich presenteerden als leden van de geheime dienst van dat land.

## Periode na de moordaanslag
Ağca werd direct na de aanslag opgepakt en zat 19 jaar vast in Italië. Tijdens deze periode (in 1983) bezocht de paus hem in de gevangenis. Hij ging een gesprek met hem aan, waarvan nooit bekend is gemaakt wat er werd besproken. Ağca werd in 2000 uitgeleverd aan Turkije. Daar moest hij nog straf uitzitten voor een bankroof in de jaren zeventig en voor de moord op de bekende Turkse journalist Abdi İpekçi.
In februari 2004 presenteerde Johannes Paulus een nieuw boek, Herinnering en Identiteit. In dat boek kijkt de paus voor het eerst terug op de gebeurtenissen van mei 1981. Tijdens de presentatie van het boek merkte kardinaal Joseph Ratzinger op dat Ağca regelmatig brieven stuurt aan het Vaticaan omdat hij volledig geobsedeerd zou zijn door het Mysterie van Fatima. De paus geloofde namelijk dat zijn leven tijdens de moordaanslag gespaard was door de Maria die in 1917 in Fatima verscheen. Dit alles zou verband houden met het zogenaamde "derde geheim" dat aan de drie Portugese herderskinderen werd geopenbaard. Ağca zou de sleutel tot het mislukken van de aanslag nu ook zoeken in de interventie van Maria.
Nadat de laatste van de drie herderskinderen van Fatima, Lucia dos Santos, op 13 februari 2005 was overleden, stuurde Ağca een open brief naar het Vaticaan waarin hij uiting gaf aan zijn medeleven bij het overlijden van zuster Lucia. In diezelfde brief beweerde hij dat het derde geheim van Fatima betrekking had op het vergaan van de wereld. Door het Vaticaan werd deze bewering als "obsessief" van de hand gewezen.
Begin februari 2005, tijdens een zware griep van de paus, stuurde Ağca de paus een brief waarin stond dat hij hem veel beterschap wenste. Bij het overlijden van Johannes Paulus II op 2 april 2005 maakte Ağca bekend dat hij aanwezig wilde zijn bij de uitvaart. Dit verzoek werd echter niet ingewilligd door de autoriteiten van Turkije, waar Ağca op dat moment nog vastzat.
Op 12 januari 2006 werd Mehmet Ali Ağca door een Turkse rechtbank vervroegd vrijgelaten. Acht dagen na zijn vrijlating werd hij echter opnieuw aangehouden en gevangengezet omdat er protest was aangetekend tegen zijn vrijlating.
Op 2 mei 2008 gaf hij aan na zijn vrijlating staatsburger te willen worden van Polen, het vaderland van Johannes Paulus II, en zich te bekeren tot het christendom om zo de rest van zijn leven door te brengen.
In januari 2010 is Mehmet Ali Ağca in vrijheid gesteld. Tijdens een persconferentie na zijn vrijlating riep hij in een verwarrende verklaring paus Benedictus XVI op om af te treden in verband met aanhoudende schandalen in de Katholieke Kerk met betrekking tot seksueel misbruik. Verder riep hij het 'Vaticaan' op 'weg' te gaan 'na de wereld 2000 jaar te hebben bedrogen', maar verklaarde even later dat er een andere paus moest komen. Volgens La Repubblica vroegen minstens honderd kranten en tijdschriften een gesprek aan en stelde de Turk Dan Brown voor samen een boek te schrijven.
In een televisie-interview beweerde hij dat kardinaal-staatssecretaris Agostino Casaroli opdracht had gegeven voor de aanslag.